# Delias fasciata
Delias fasciata is een vlindersoort uit de familie van de Pieridae (witjes), onderfamilie Pierinae.
Delias fasciata werd in 1894 beschreven door Rothschild.